# Playa Langosta
Playa La Angosta, también conocida como Langosta, está ubicada en el puerto de Acapulco, Guerrero, en el sur de México. Consiste en una pequeña penetración del mar hacia tierra siendo limitada hacia el sur por el cerro del Patal y hacia el norte por el Cerro de la Pinzona también conocido como los Dragos, dichos acantilados la protegen del alto oleaje del Océano Pacífico. Se encuentra muy cercano a la La Quebrada y Sinfonía del Mar, puntos turísticos de gran importancia en el puerto. Su nombre se debe a la extracción de langosta que se hacía en dicha playa.
Se localiza sobre la avenida Adolfo López Mateos de la ciudad, dentro de la zona turística denominada como Acapulco Tradicional, aproximadamente a 2 km de a la plaza Álvarez del zócalo de la ciudad. 
En el área de restaurantes se puede degustar de platillos típicos del lugar y mariscos frescos. Por su privilegiada vista al Océano Pacífico, es famosa por sus puestas de sol.